# Anton Peffenhauser
Anton Peffenhauser (aussi transcrit en Pfeffenhauser ou Pellenhauser) est un artisan armurier allemand réputé de la fin du XVIe siècle. Basé à Augsbourg, il fournit les empereurs du Saint-Empire romain germanique dont Charles Quint, et Maximilien II, la cour du prince-électeur de Saxonie dont Christian Ier de Saxe, Christian II de Saxe et les cours d’Espagne et du Portugal, dont Sébastien Ier.
Ses armures sont connues pour leurs détails et reconnaissables par leur décoration élaborée.
Peffenhauser se marie deux fois, d’abord avec Regine Meixner, puis 20 ans plus tard avec Regine Ertler.

## Postérité
Les armures de son atelier se retrouvent désormais dans de nombreux musées comme le Musée d'Histoire de l'art de Vienne et le Met. Deux médaillons le représentant sont aussi conservés à Neuburg et Prague.